# ターフェルシュピッツ
ターフェルシュピッツ（ドイツ語: Tafelspitz）は、牛肉を煮込んで作るオーストリア料理、およびその料理に使う牛肉の部位。ウィーンで特に好まれている。ターフェルシュピッツは皇帝フランツ・ヨーゼフ1世の好物として知られており、当時のウィーン市民も皇帝にあやかって昼食にターフェルシュピッツをよく食べていた。

## 料理

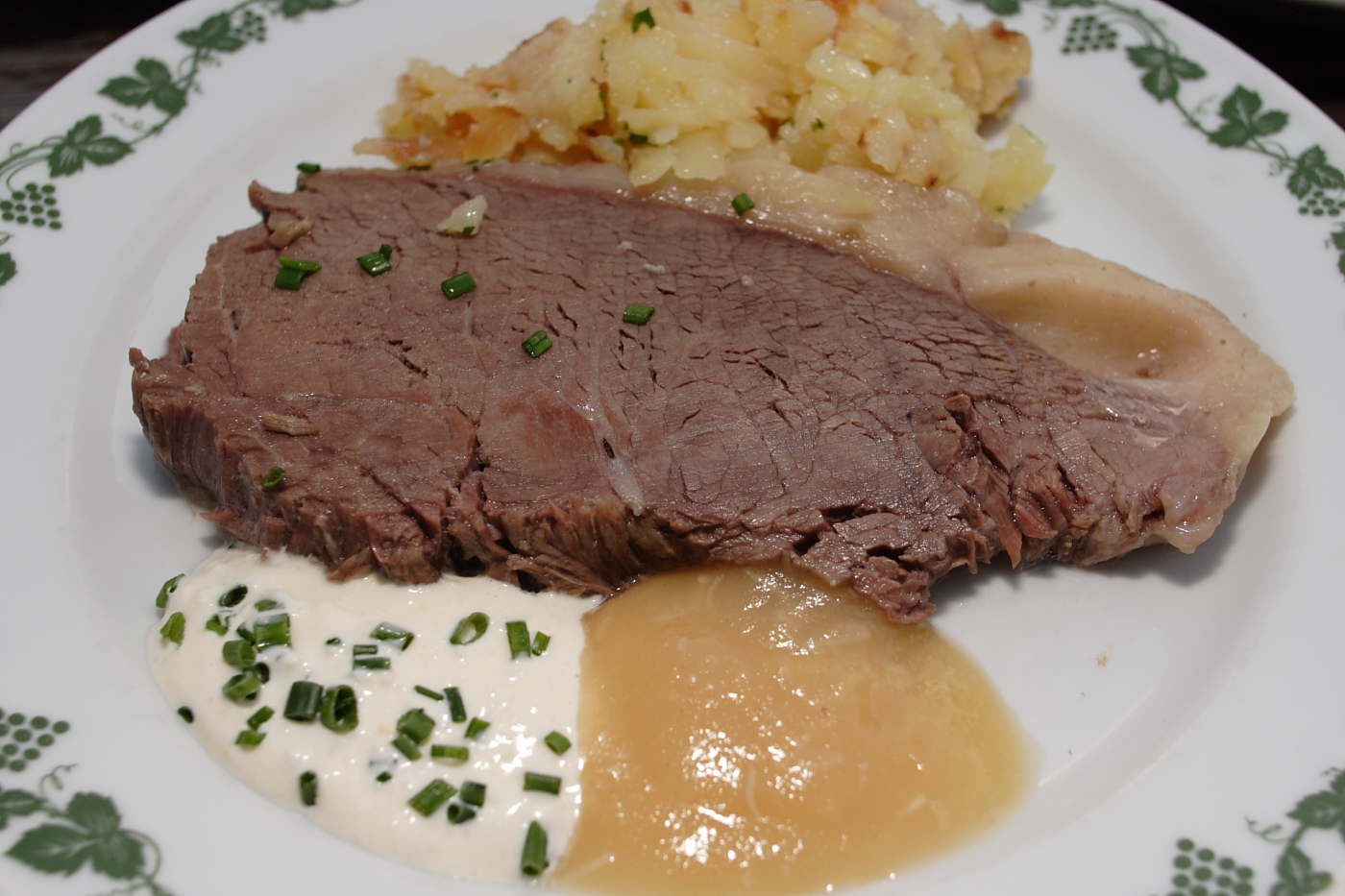
各種ソースを添えたターフェルシュピッツ。左下がシュニットラウヒソース、右下がアプフェルクレン。

塊状の牛肉を、人参・玉ねぎ・セロリ・パースニップ・長ねぎなどの野菜や、ローリエ・粒コショウなどの香辛料とともにブイヨンで長時間煮込んで作られる。
鍋から皿によそい、アプフェルクレン（すりおろしたリンゴとホースラディッシュのソース）やシュニットラウヒソース（チャイブ入りのサワークリーム）を添えて供される。
ほかにも、ほうれん草のソースや炒めたじゃがいも等の野菜が添えられることもある。
ドイツ・バイエルン州のフランケン地方にはクレーンフライシュという類似の肉料理があるが、豚肉が使われる場合がある点、そしてソースがセイヨウワサビ（フランケン方言でクレーン）で味付けされる点が異なる。

## 部位

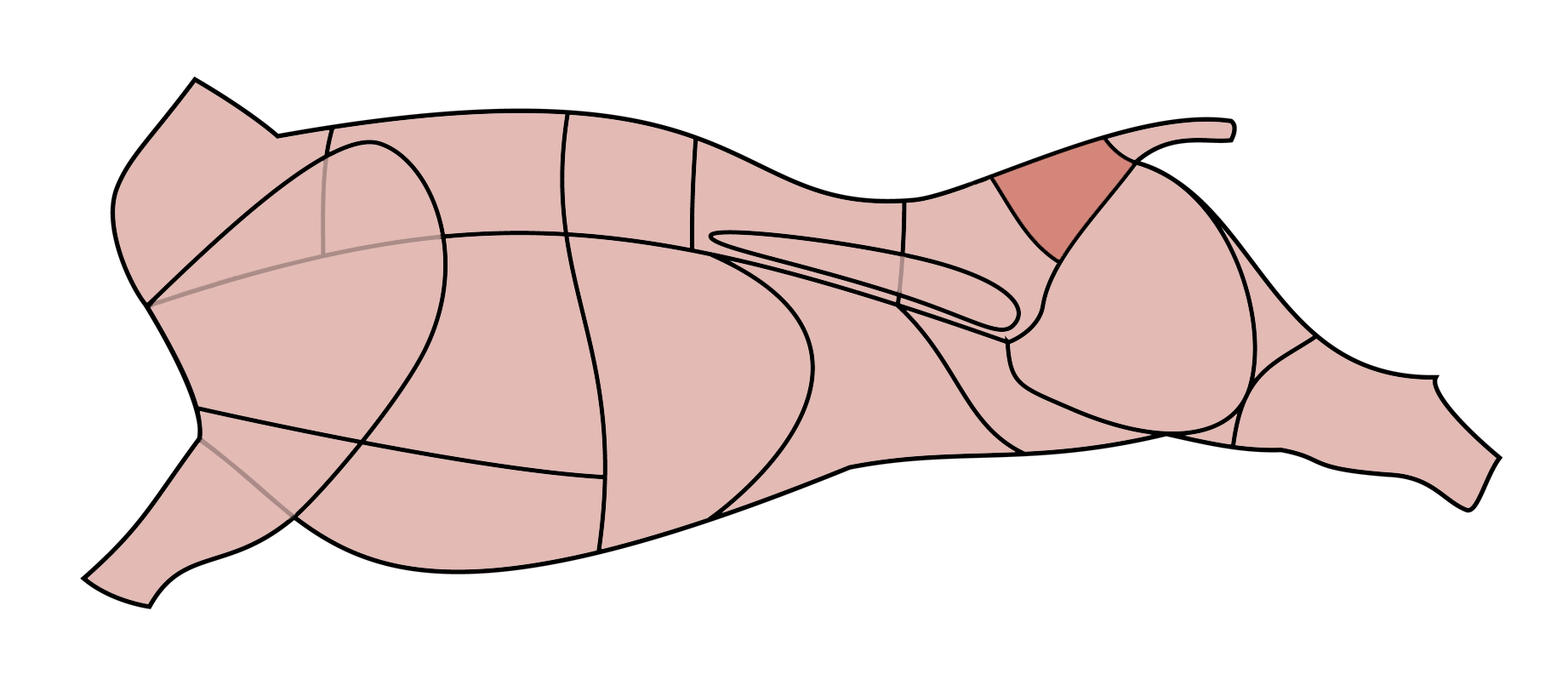
ターフェルシュピッツの位置

牛肉の部位としてのターフェルシュピッツは、尻と太ももの一番上との間のあたりの肉を指す。
日本では、この部位はもも肉の一部の「らんいち」や「イチボ」と呼ばれる。また、アメリカではトップラウンド (top round) 、イギリスではトップサイド (topside) とよばれる部位に相当する。